# Ministère de la Culture et de l'Orientation islamique (Mauritanie)
Le Ministère de la Culture et de l'Orientation islamique est un ministère du gouvernement de Mauritanie qui régit l'application de la religion musulmane sur tout le territoire national.

## Historique
Le ministère de la Culture et de l'Orientation islamique mauritanien est créé lors de l'arrivée de Maaouiya Ould Sid'Ahmed Taya au pouvoir.
En 1993, le ministère publie un arrêt qui classe comme patrimoine national protégé les villes de Chinguetti, Ouadane, Tichitt et Oualata.
En juin 2012, le ministère de la Culture et de l'Orientation islamique lance les concours pour le recrutement de 300 imams dans tout le pays.

## Missions
Le ministère de la Culture et de l'Orientation islamique nomme et subventionne les imams en Mauritanie.
Deux instituts universitaires, l'Institut supérieur d'études et de recherche islamique (ISERI) et l'École nationale d’administration (ENA), sont placés sous la tutelle du ministère de la Culture et de l'Orientation islamique. 